# Coregonus subautumnalis
Coregonus subautumnalis är en fiskart som beskrevs av Kaganowsky 1932. Coregonus subautumnalis ingår i släktet Coregonus och familjen laxfiskar. IUCN kategoriserar arten globalt som sårbar. Inga underarter finns listade i Catalogue of Life.